# Världsmästerskapen i badminton 1980
Världsmästerskapen i badminton 1980 anordnades i Jakarta, Indonesien. 

## Medaljsummering
| Pl. | Nation     | Guld | Silver | Brons | Totalt |
| --- | ---------- | ---- | ------ | ----- | ------ |
| 1   | Indonesien | 4    | 4      | 3     | 11     |
| 2   | England    | 1    | 1      | 1     | 3      |
| 3   | Danmark    | 0    | 0      | 4     | 4      |
| 4   | Japan      | 0    | 0      | 1     | 1      |
| 4   | Malaysia   | 0    | 0      | 1     | 1      |

## Resultat
| Event       | Guld                             | Silver                           | Brons                          |
| Herrsingel  | Rudy Hartono                     | Liem Swie King                   | Hadiyanto                      |
| Herrsingel  | Rudy Hartono                     | Liem Swie King                   | Lius Pongoh                    |
| Damsingel   | Verawaty Wiharjo                 | Ivana Lie                        | Lene Køppen                    |
| Damsingel   | Verawaty Wiharjo                 | Ivana Lie                        | Taty Sumirah                   |
| Herrdubbel  | Ade Chandra Christian Hadinata   | Hariamanto Kartono Rudy Heryanto | Flemming Delfs Steen Skovgaard |
| Herrdubbel  | Ade Chandra Christian Hadinata   | Hariamanto Kartono Rudy Heryanto | Misbun Sidek Jalani Sidek      |
| Damdubbel   | Nora Perry Jane Webster          | Verawaty Wiharjo Imelda Wiguna   | Karen Bridge Barbara Sutton    |
| Damdubbel   | Nora Perry Jane Webster          | Verawaty Wiharjo Imelda Wiguna   | Yoshiko Yonekura Atsuko Tokuda |
| Mixeddubbel | Christian Hadinata Imelda Wiguna | Mike Tredgett Nora Perry         | Steen Fladberg Pia Nielsen     |
| Mixeddubbel | Christian Hadinata Imelda Wiguna | Mike Tredgett Nora Perry         | Steen Skovgaard Lene Køppen    |